# Bela chuni
Bela chuni é uma espécie de gastrópode da família Mangeliidae.